# Albert Claude
Albert Claude (ur. 24 sierpnia 1899 w Neufchâteau, zm. 22 maja 1983 w Brukseli) – belgijski biolog, lekarz, cytolog, dokonał rozdzielenia elementów komórkowych, laureat Nagrody Nobla w dziedzinie fizjologii lub medycyny.

## Życiorys
Był najmłodszym z czworga dzieci Glaudice Watriquant Claude i Florentina Josepha Claude, piekarza prowadzącego sklep z pieczywem w miejscowości Longlier w Ardenach. Gdy miał trzy lata u jego matki wykryto raka piersi, który cztery lata później doprowadził do jej śmierci. Ze względu na pogarszającą się sytuację finansową rodzina przeniosła się do Athus, gdzie znalazła się w społeczności niemieckojęzycznej. Po pewnym czasie Albert został poproszony o powrót do Longlier, aby zająć się wujem, który był częściowo sparaliżowany w wyniku udaru mózgu.
Albert Claude podjął studia medyczne na Uniwersytecie w Liège, ukończył je w 1928 roku. Zimę 1928/1929 spędził w Berlinie, początkowo w Instytucie Badań nad Rakiem (Institute für Krebsforschung), a następnie w laboratorium kultur tkankowych na Kaiser-Wilhelm-Gesellschaft.
W 1929 roku został zatrudniony w Instytucie Badań Medycznych Rockefellera, gdzie prowadził badania nad wirusem mięsaka Rousa. Podczas prób wyizolowania wirusa z tkanek rozwinął metodę frakcjonowania komórek poprzez wirowanie ekstraktu. Doprowadziło go to do odkrycia siateczki endoplazmatycznej oraz wyjaśnienia funkcji mitochondriów.
W 1942 roku, jako pierwszy badacz zastosował mikroskop elektronowy do badań struktur komórkowych, początkowo do obserwacji wyizolowanych składników, potem do całych komórek.
W 1941 roku otrzymał obywatelstwo Stanów Zjednoczonych, w 1949 roku wrócił do Belgii, będąc równocześnie profesorem Uniwersytetu Rockefellera (do 1972 roku) oraz Université Libre de Bruxelles (do 1969). W latach 1948–71 pełnił funkcję dyrektora Instytutu Julesa Bordeta.
W 1974 roku otrzymał, wraz z George'em Palade i Christianem de Duve, Nagrodę Nobla za odkrycia dotyczące strukturalnej i funkcjonalnej organizacji komórek.